# Juan Gregorio de Las Heras
Juan Gualberto Gregorio de Las Heras (Buenos Aires, 11 de julio de 1780-Santiago de Chile; 6 de febrero de 1866), militar argentino, integró el Ejército de los Andes que participó de las guerras de independencia de Chile y Perú de los realistas españoles y fue gobernador de la Provincia de Buenos Aires. Más tarde dirigió grupos opositores al gobernador Juan Manuel de Rosas en su exilio en Chile.

## Juventud
Juan Gregorio de Las Heras nació en Buenos Aires el 11 de julio de 1780. Hijo del comerciante y militar español Bernardo Gregorio de Las Heras y de Rosalía Ventura de la Gacha y Rojas, estudió en el Colegio de San Carlos y pronto se dedicó al comercio.
El apellido original de su familia era Gregorio de Las Heras, pero más tarde le quedó su segundo apellido como único. Fue comerciante en su juventud.
Luchó contra las Invasiones inglesas en la Compañía del Comercio, pasando luego como sargento al Escuadrón de Húsares de Pueyrredón.

## Primera campaña en Chile
Al estallar la Revolución de Mayo se encontraba en Córdoba, donde se incorporó al Batallón de Patricios de Córdoba de 400 hombres. El 24 de octubre de 1810 obtuvo el despacho de sargento mayor del cuerpo. El 27 de octubre de 1812 fue nombrado comandante de la guarnición de Córdoba. Parte de ese batallón fue enviado en 1813 a Chile integrando el Batallón de Auxiliares Argentinos, bajo el mando del coronel Santiago Carreras y luego de Marcos Balcarce.
Las Heras era su segundo jefe y ocupó el mando al ser Balcarce nombrado gobernador intendente de Cuyo. Participó en el Sitio de Chillán, donde venció en la Batalla de Cucha Cucha en febrero de 1814, y al mes siguiente en la Batalla de Membrillar, a órdenes del general Juan Mackenna. Luchó en otras batallas menores y fue ascendido a teniente coronel.
Se vio envuelto en las disensiones internas entre los partidos chilenos, lo que hizo que regresara a Mendoza; pero el nuevo gobernador de Cuyo, José de San Martín, lo convenció de regresar. Llegó justo después del desastre de Rancagua, en octubre de 1814, a tiempo para proteger la retirada de las fuerzas que se pudieron salvar. Entre ellos iban los generales Bernardo O’Higgins y José Miguel Carrera.

## La campaña de San Martín a Chile

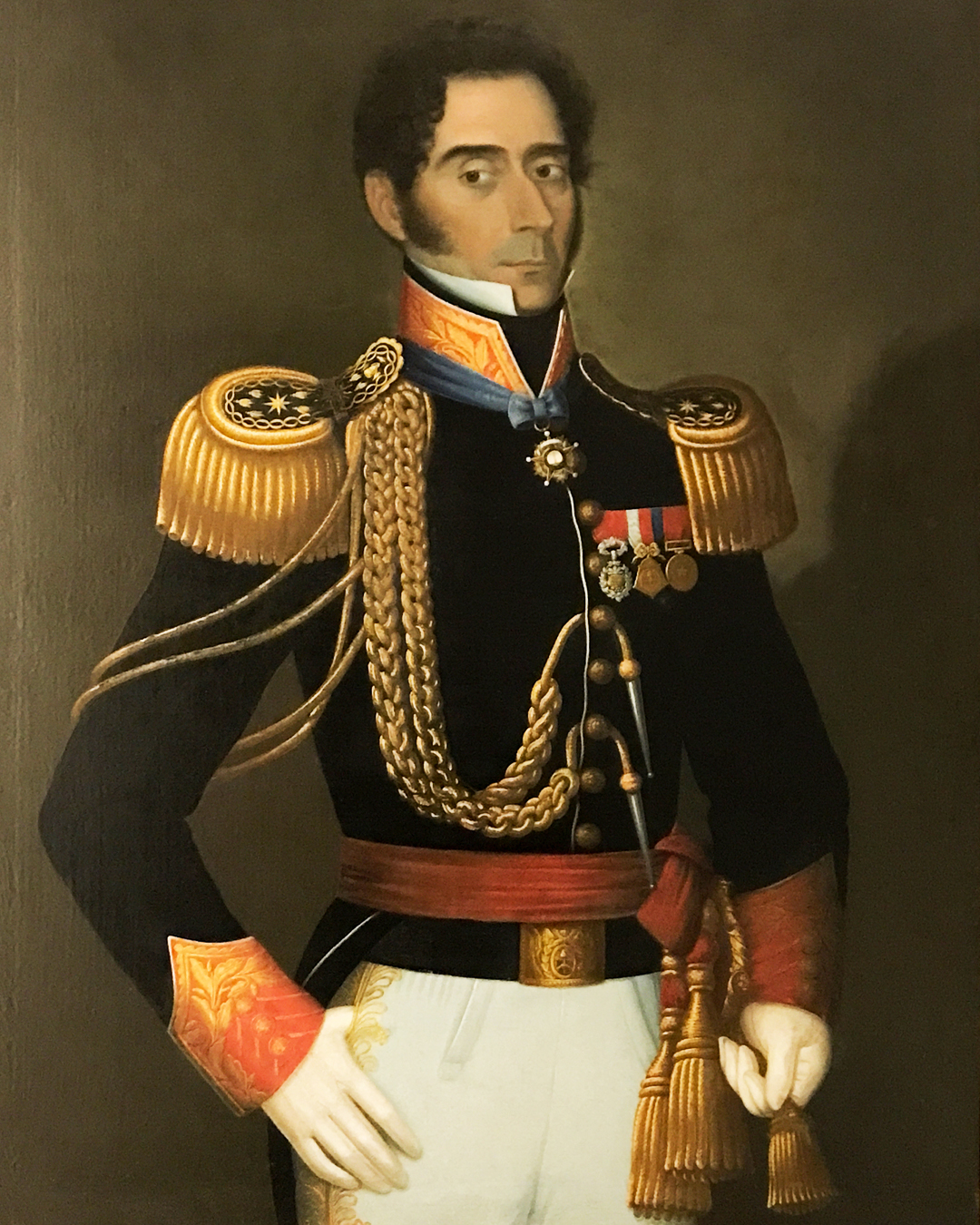
Retrato de Juan Gregorio Las Heras (1832)

A fin de expulsar a los realistas españoles de América, San Martín se puso a organizar su Plan Continental y, para tal fin creó el Ejército de los Andes y encargó al coronel Las Heras la formación de un cuerpo de infantería. Justo antes de comenzar el cruce de la Cordillera de los Andes fue ascendido a brigadier, y comandó la columna más importante, que cruzó por el paso de Uspallata, en el norte de Mendoza, mientras San Martín cruzaba por el sur de San Juan.
Cuando la columna que comandaba el brigadier Las Heras partió desde el campamento de El Plumerillo, la gente salía a la calle a ofrecer mantas y ponchos para que se abrigaran los soldados. Su segundo jefe, Enrique Martínez y su lugarteniente José Antonio Alemparte Vial, ganaron algunas pequeñas batallas, como las de Picheuta, Achupallas y Guardia Vieja, y juntos ocuparon la ciudad de Santa Rosa de Los Andes, actualmente Los Andes.
El 12 de febrero de 1817, su participación en la batalla de Chacabuco fue esencial para asegurar la victoria. Dirigió la primera campaña al sur de Chile, venciendo al general José Ordóñez en Curapaligüe y Gavilán, al norte de Concepción.
Después quedó bajo el mando de O’Higgins que organizó, en diciembre, el Sitio de Talcahuano. Pero O'Higgins desoyó las ideas de Las Heras y siguió las del general Miguel Brayer —general de los ejércitos de Napoleón Bonaparte— y, a pesar del heroísmo de Las Heras, que perdió la mitad de sus hombres, el asalto fue un desastre.
Poco después llegaban refuerzos del Virreinato del Perú para los realistas, de modo que San Martín ordenó el repliegue y se puso al mando del ejército. Una imprudencia costó la derrota en la Sorpresa de Cancha Rayada, donde la decisión de Las Heras salvó la mitad del ejército. Con esos hombres y algunos más, y solo dos semanas más tarde, San Martín obtuvo la definitiva victoria en la batalla de Maipú, donde Las Heras completó la victoria derrotando al general Ordóñez y permaneció en Chile, en donde se casaría.

## Campaña al Perú

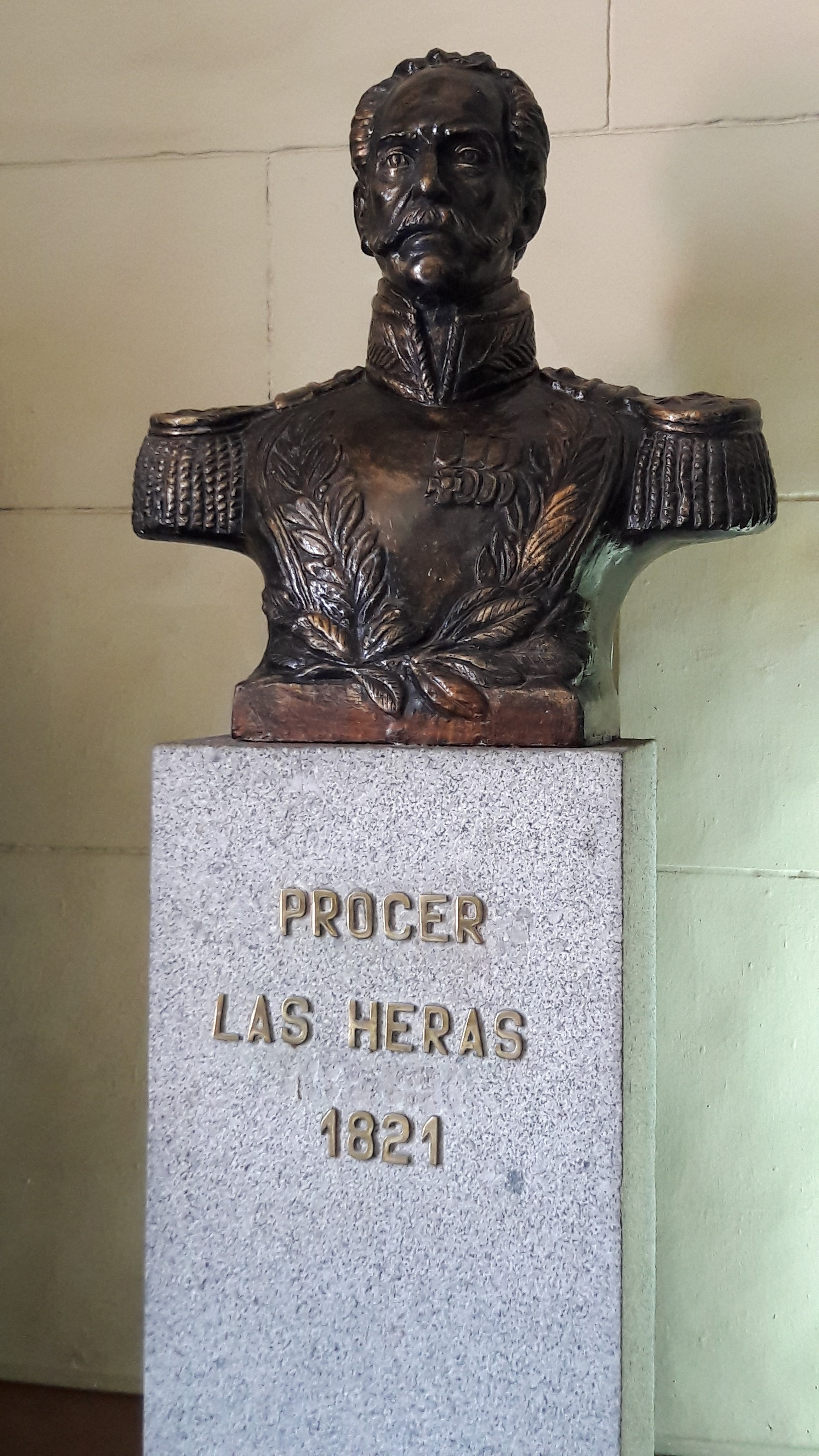
Efigie de Las Heras en el Panteón de los Próceres en Lima.

Colaboró con San Martín en la formación de la Expedición Libertadora del Perú como jefe del estado mayor. Cuando la expedición desembarcó en la bahía de Paracas, en septiembre de 1820, Las Heras fue el encargado de tomar la cercana villa de Pisco, primera base del ejército en Perú.
Desde el campamento Huaura hizo varias cortas expediciones hacia los alrededores de Lima. Tras la caída de Lima, la capital virreinal en manos de los patriotas, dirigió el sitio del puerto y fortaleza del Callao, la cual se demoró cuarenta días en capturar.
Ocupó la comandancia en jefe del ejército peruano y fue ascendido al grado de mariscal, pero se enfrentó con San Martín por la inactividad del ejército, la inclinación aristocrática del gobierno peruano y las intrigas del ministro Bernardo de Monteagudo. Regresó a Chile, pero fue muy mal recibido por O’Higgins, de modo que volvió a Buenos Aires.

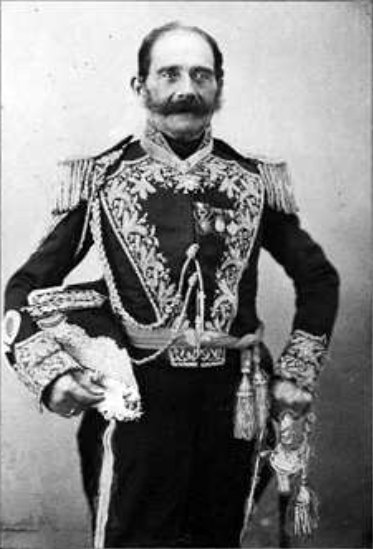
El general Las Heras en su exilio en Chile.

## Gobernación en Buenos Aires
El ministro Bernardino Rivadavia lo envió en misión diplomática al Alto Perú, a negociar con los últimos realistas, pero fracasó por la intransigencia de estos. Estaba en viaje de regreso, cuando fue elegido gobernador de la provincia de Buenos Aires, cargo que asumió en mayo de 1824. Continuó el impulso progresista de su antecesor Martín Rodríguez, y firmó un tratado con Inglaterra, que incluía el reconocimiento de la independencia argentina.
En un principio se opuso a la guerra con el Imperio del Brasil, que aún ocupaba la Banda Oriental. Sin embargo, poco después de inaugurar el Congreso de 1824, recibió la noticia de la victoria de los Treinta y Tres Orientales y debió declarar la guerra. Pero su ministro de Hacienda, Manuel José García, le negó sistemáticamente fondos, por lo que no hubo avances por más de un año.
La guerra obligó al Congreso a nacionalizar el gobierno porteño, y en febrero de 1826 asumió Rivadavia como presidente. Este nacionalizó casi toda la provincia de Buenos Aires, y Las Heras renunció a un cargo que poco significaba.

## Últimos años

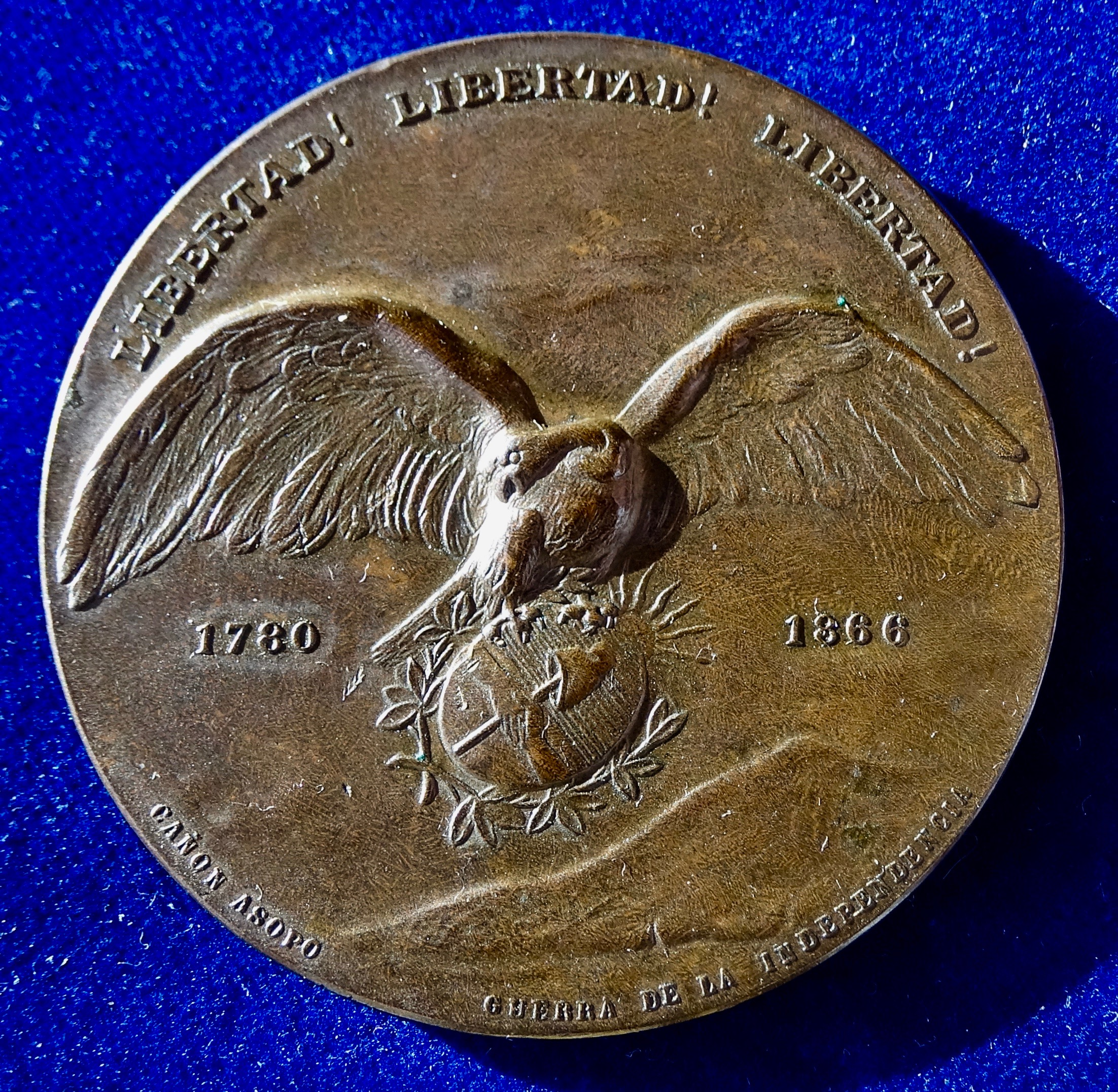
Medalla conmemorativa por la repatriación de los restos del Gral. de Las Heras (20 de octubre de 1906). Obra del escultor Víctor de Pol.

Regresó a Chile, donde ejerció como jefe de Estado Mayor e inspector general del ejército hasta 1830. Si bien no era un exiliado, se rodeó de todo tipo de exiliados argentinos en Chile; entre ellos resultaban cada vez más numerosos los enemigos de Juan Facundo Quiroga y de Juan Manuel de Rosas, quien gradualmente asumió el gobierno general de la Argentina y causó el exilio de todos los opositores.

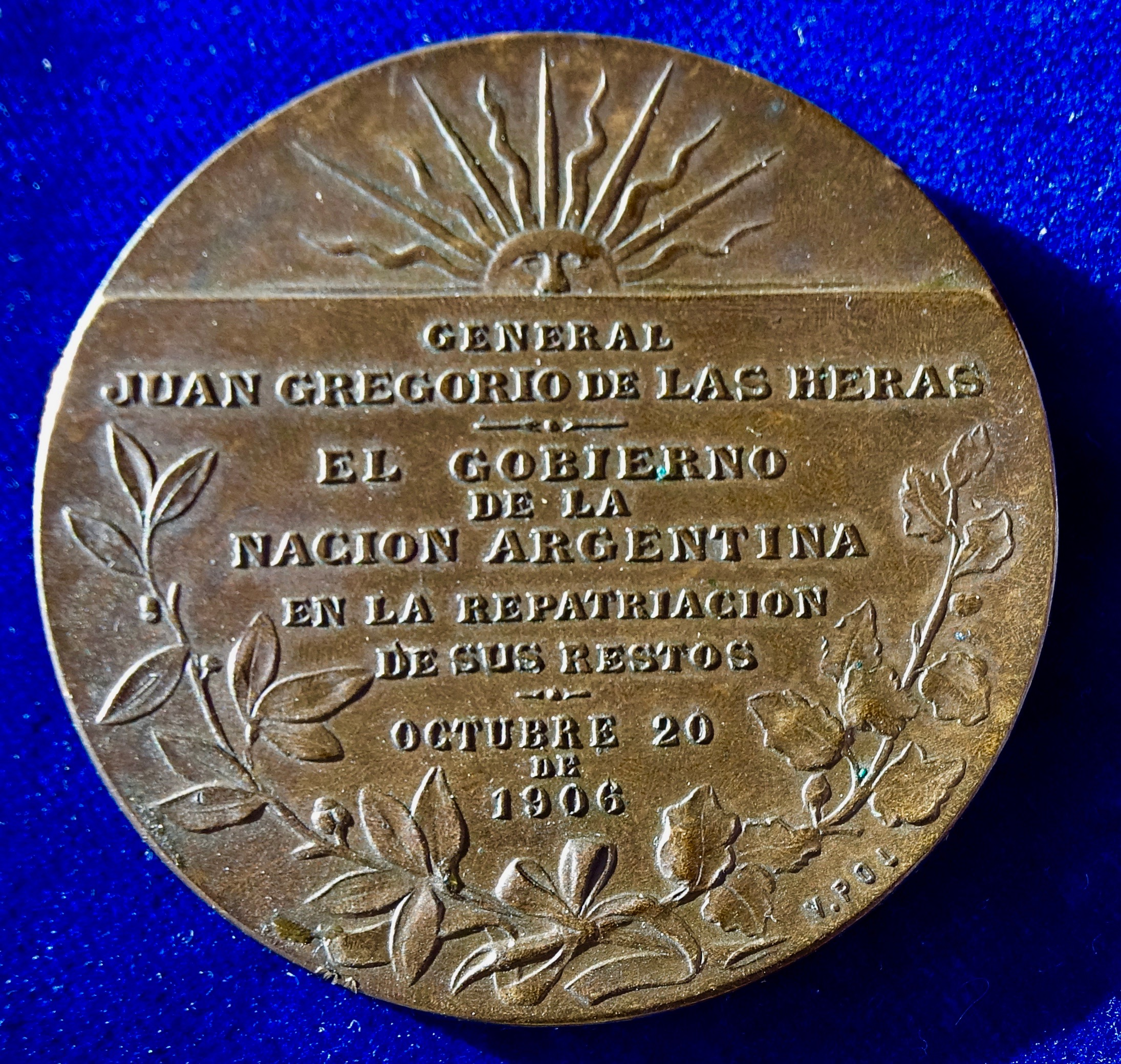
Reverso de la medalla.

Consiguió la protección del gobierno chileno de esos exiliados, entre ellos los futuros presidentes Bartolomé Mitre y Domingo Faustino Sarmiento, y presidió la comisión argentina de emigrados. En realidad, solo aportaba su casa para las reuniones.
Tras la caída de Rosas en 1852, ocupó algunos cargos honorarios en el ejército chileno; era comandante general de armas en 1865, cuando pasó a retiro definitivo.
Las Heras falleció en Santiago de Chile el 6 de enero de 1866.
Sus cenizas se encuentran en la Catedral Metropolitana de Buenos Aires junto al Mausoleo del general José de San Martín.

## Matrimonio y descendencia

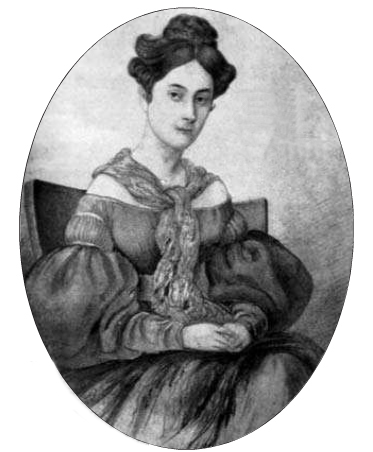
Carmen de Larraín y Aguirre, perteneciente a la célebre familia chilena de Los Ochocientos, esposa de Las Heras.

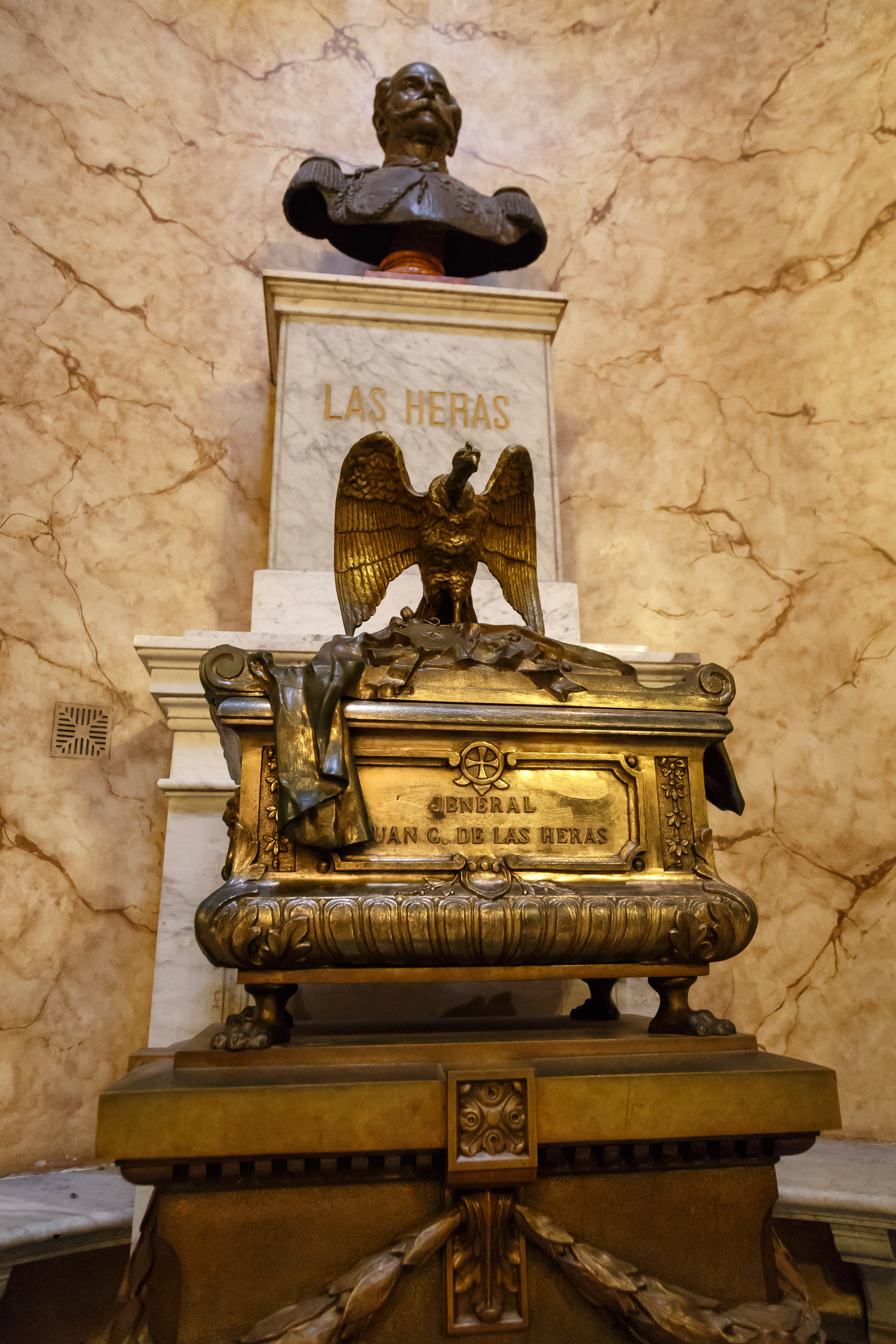
Restos de Las Heras en la Catedral metropolitana de Buenos Aires.

Al permanecer en la nueva República de Chile, luego de la definitiva victoria en la batalla de Maipú, Juan Gregorio de Las Heras se casó en la ciudad de Santiago en marzo de 1820 con María del Carmen Larraín, una joven de la aristocracia local. Tuvieron por lo menos cinco hijos:
- Juan Martín Gregorio de Las Heras Larraín (n. Santiago de Chile, 14 de junio de 1821).
- Bernardo Gregorio de las Heras Larraín (n. ib., 9 de diciembre de 1825).
- Emilio del Carmen Gregorio de las Heras Larraín (n. ib., 3 de julio de 1829).
- Simón Gregorio de Las Heras Larraín (n. ib., 28 de octubre de 1831).
- Carmen Gregorio de las Heras Larraín (n. ib., 1.º de marzo de 1839).